# Serafina Dávalos
Serafina Dávalos Alfonze (9 de setembro de 1883 – 27 de setembro de 1957) foi a primeira mulher advogada no Paraguai, e a primeira feminista proeminente do país.

## Início de vida
Dávalos nasceu na cidade paraguaia de Ajo, atualmente parte de Coronel Oviedo. Seus pais eram Gaspar Dávalos e Teresa Alfonze.

## Carreira
Dávalos graduou-se em Direito pela Universidade Nacional de Assunção (tornando-se a primeira graduada mulher da instituição) em 1907. Ela apresentou a controversa tese "Humanismo e Feminismo", em que questionou a submissão das mulheres, defendeu a educação das mulheres e a melhoria de sua situação no casamento. Também fundou com Virgínia Corvalán e outras pessoas o Movimento Feminista por Assunção (em 1919), o Centro Feminista Paraguaio, a União Feminina do Paraguai, e a Liga Paraguaia para os Direitos das Mulheres. Em 1904, fundou, juntamente com outras vinte mulheres, o Comitê de Mulheres para a Paz.
Em 1904, Dávalos começou a trabalhar como professora no Colégio Nacional da Capital; ela fundou (possivelmente com outras pessoas) a Escola Mercantil para Meninas (uma escola de negócios), em 1905. No primeiro Congresso da Internacional Feminista em 1910, na Argentina, Dávalos foi a delegada oficial do Paraguai, sendo nomeada como membro do Comitê Executivo da organização Federação Pan-Americana de Mulheres. Mais tarde, foi selecionada como Presidente de honra do Conselho Nacional de Mulheres do Paraguai.
Em 1936, Dávalos foi a cônsul para a União Feminina do Paraguai (UFP). Em 1952, participou da Liga Paraguaia para os Direitos das Mulheres.

## Vida pessoal
Embora não tenha se casado, Dávalos viveu com sua companheira Honoria Ballirán.

## Legado
Em 1998, muito tempo depois de sua morte, Dávalos tornou-se a primeira mulher a aparecer em um carimbo postal do Paraguai. Na época, a agência de correios do país emitiu selos que referiam-se a ela como "A Primeira mulher Advogada e Feminista do Paraguai (1883-1957)." Há também uma rua com seu nome, no centro administrativo de Coronel Oviedo, a cidade onde ela nasceu.